# Николаевское подворье в Иерусалиме

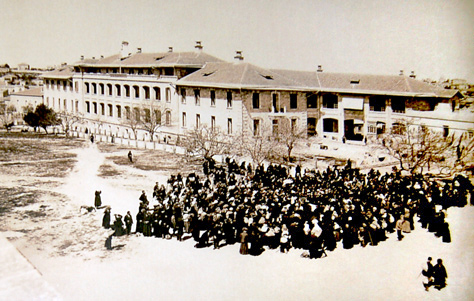
Николаевское подворье ИППО. Фото нач. XX в.

Никола́евское подво́рье (ивр. אכסניית ניקולאי‎) — трёхэтажное здание Императорского православного палестинского общества в центре Иерусалима в комплексе Русских построек, построенное Императорским Православным Палестинским Обществом. Торжественное открытие Николаевского подворья состоялось 24 января 1905 года.

## История
C появлением комплекса Русских построек в Иерусалиме, значительно возросло количество русских паломников прибывающих в Иерусалим по линии Императорского православного палестинского общества. В виду этого обстоятельства возникала острая необходимость в расширении паломнических приютов в Иерусалиме. В связи с этими Советом ИППО 4 мая 1901 г. было принято решение о строительстве в Иерусалиме нового подворья для паломников. В октябре 1902 г. Советом ИППО был заключен договор с архитектором А. Е. Элкиным. Согласно смете и плану планировалось создать паломнический приют рассчитанный на 1200 мест. А. Е. Элкин прибывает в Иерусалим весной 1903 г., где начинает действовать под руководством управляющего подворьями ИППО в Иерусалиме Н. Г. Михайлова Строительный комитет по новым сооружениям. Официальная закладка Николаевского подворья состоялась 5 сентября 1903 г. в день тезоименитства великой княгини Елизаветы Фёдоровны, супруги Председателя ИППО великого князя Сергия Александровича. Подворье получило своё название в честь Русского Императора Николая II. На закладной доске в честь церемонии открытия подворья было выгравировано: В лето от Рождества Христова 1903 сентября 5 дня, в царствование его императорского величества Николая II Александровича, императора и самодержца всея России, при председателе Императорского православного палестинского общества Его Императорском высочестве великом князе Сергие Александровиче, приступлено к сооружению сего подворья имени благополучно царствующего императора Николая II.
При этом Совет ИППО был недоволен постоянными задержками в ходе строительства, сроки сдачи подворья были под угрозой, и 5 августа 1905 г. был назначен новый председатель Строительного комитета — инспектор учебных заведений ИППО Павел Иванович Ряжский (Н. Г. Михайлов стал его заместителем). В отношении Совета к Ряжскому было сказано: «Ваше деятельное и просвещенное участие в комиссии по приемке здания Николаевского подворья в Иерусалиме внушило Совету Общества обратиться к Вам с покорнейшей просьбой принять на себя чрезвычайное поручение Общества, за исполнение которого оно будет считать себя особенно Вам обязанным. Совет признал необходимым образовать вновь Строительный комитет для окончания постройки здания Николаевского подворья. Совет признал желательным вверить Вам председательствование в этом Строительном комитете, будучи уверен, что Вы примете на себя это поручение»
Окончательная отделка здания была завершена 24 января 1906 г. Расходы на строительство Николаевского подворья составили 168 546 рублей.

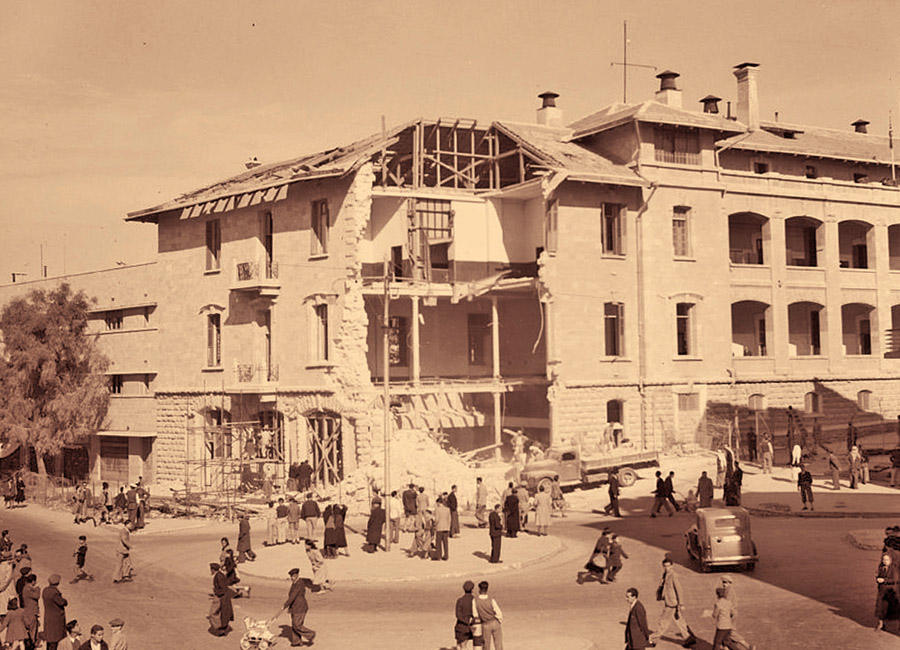
Николаевское подворье ИППО после взрыва 23 марта 1944 г.

По окончательному проекту южный корпус Николаевского подворья, примыкающий к улице Яффо, имел 3 магазина, приют для паломников 3 класса с 20 номерами, самоварной, посудной и комнатой для прислуги и общих палат для паломников на 783 места. Здание было оборудовано водопроводом, канализацией, паровым отоплением и вентиляцией с подогревом. Подворье принимало паломников вплоть до 1914 года. Наблюдающим за подворьем с 1914 по 1914 годы был К. Н. Петропуло, который вопреки требованию о закрытии всех подворий ИППО в Иерусалиме, наоборот открывает Николаевское подворье и другие приюты для турецких солдат, которые расхитили имущество русских построек. Пришедшие в Иерусалим с 1917 года англичане разместили в Николаевском подворье строевую часть. Управлявший подворьями ИППО Н. Р. Селезнев, прибывший в Иерусалим из Екатеринодара увидел на подворье английские войска, и состояние подворья оценивал как плачевное. Н. Р. Селезнев берёт в долг деньги и осуществляет насколько это возможно ремонт на Николаевском подворье. Во времена Британского мандата (1917—1948) Николаевское подворье сдается в аренду, как и другие русские постройки. В нём находились: Военное ведомство, различные учреждения Британских властей. Здание Николаевского подворья пострадало от взрыва еврейских подпольщиков 23 марта 1944 года, боровшихся с британскими властями. В конце 30-х годов силами ППО, при управляющем подворьями В. К. Антипове, к западному корпусу Николаевского подворья было пристроено дополнительное здание в стиле баухаус.
После образования государства Израиль в 1948 году на Николаевском подворье располагались различные израильские учреждения: полицейское управление, скорая помощь, министерство юстиции, архивы, министерство финансов.
В 1964 году подворье было включено в «апельсиновую сделку» и продано советским руководством во главе с Н. С. Хрущёвым государству Израиль. Законность сделки остаётся спорной, так как непонятно, являлся ли СССР законным собственником подворья.

## Современность

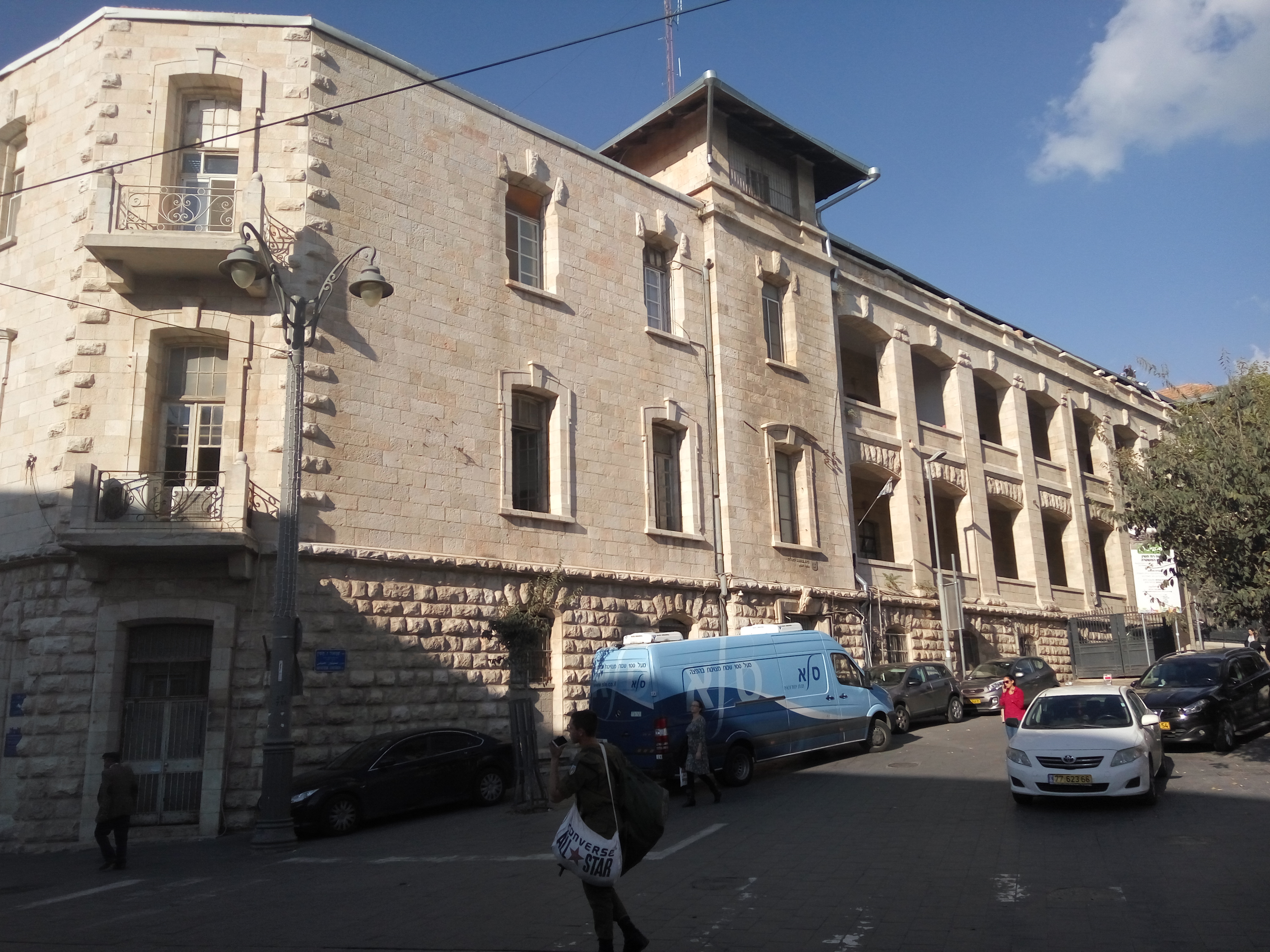
Николаевское подворье, современный вид (2016 г.)

На сегодняшний день на Николаевском подворье располагаются: Управление картографии государства Израиль и полицейский отдел города Иерусалима.